# Apple A15
Apple A15 Bionic (англ. A15 Bionic chip) — система на кристалле от корпорации Apple из серии Apple Ax, модель осени 2021 года. В состав системы входит 64-битный 6-ядерный ARM-микропроцессор. Разработан Apple и производится контрактным производителем TSMC по усовершенствованному 5-нанометровому (N5P) техпроцессу.
Содержит 15 млрд транзисторов.

## Описание
Основные блоки A15 Bionic — это вычислительные и графические ядра. Сам чип содержит:
- два вычислительных ядра высокой производительности (для сложных вычислительных задач);
- четыре вычислительных ядра повышенной энергоэффективности (для повседневных дел);
- пять графических ядер для iPhone 13 Pro / Pro Max / iPad mini 6 / iPhone 14 / iPhone 14 Plus и четыре для iPhone 13 /  iPhone 13 mini / iPhone SE (3-го поколения) (с поддержкой технологии Metal[англ.] 2).
- 16‑ядерный нейропроцессор Neural Engine, который обеспечивает обработку до 15,8 трлн операций в секунду[1].

A15 Bionic — улучшенный вариант чипа Apple A14 Bionic, получивший усовершенствованный и оптимизированный под API Metal 4 и 5-ядерный графический ускоритель. И этот новый чип должен потреблять на 15 % меньше электроэнергии и быть более производительным, чем Apple A14 Bionic.
Возможно, A15 Bionic основан на платформе с кодовым названием T8103, на основе которой разработан процессор Apple M1, и поддерживает работу порта Thunderbolt.

## Применение
Устройства, использующие Apple A15 Bionic:
- iPhone 13 и iPhone 13 mini
- iPhone 13 Pro и IPhone 13 Pro Max, iPhone 14 и iPhone 14 Plus (5-ядерный графический процессор);
- iPhone SE (3-го поколения) (2022)[7];
- iPad mini (6-го поколения)[8] — частота снижена до 2,93 ГГц;
- Apple TV 4K (2022) — с октября 2022 года (1 процессорное ядро отключено)[9];